# ムワロ県
ムワロ県（ムワロけん、ntara ya Mwaro）は、ブルンジ中西部にかつて存在した県或は州。県庁所在地はムワロ。東西に国道18号が走る。2008年国勢調査の人口は 273,143 人。

## 隣接する県
北にムランヴィヤ県、東にギテガ県、西にブジュンブラ近郊県、南西にブルリ県と接していた。

## 歴史
1998年12月10日、ムランヴィヤ県から分立した。
2025年7月4日、ギテガ県に編入され消滅した。

## 下位行政区画
- Commune of Bisoro
- Commune of Gisozi
- Commune of Kayokwe
- Commune of Ndava
- Commune of Nyabihanga
- Commune of Rusaka

## 脚註
1. 1 2 3  “Provinces of Burundi”.   Statoids (2015年11月27日). 2025年8月1日閲覧。
2. ↑  “Burundi’s new Governors sworn in following major provincial reforms”. Burundi Times. (2025年7月6日) 2025年8月1日閲覧。